# حصیر سرد
حصیر سرد یک فیلم تلویزیونی محصول سال ۱۳۸۲ به کارگردانی محمدرضا معینی، نویسندگی و تهیه‌کنندگی می‌باشد که در برنامه سیمای خانواده از شبکه یک پخش شد.

## بازیگران
- مینا نوروزی در نقش مادر مهتاب
- رحیم نوروزی در نقش خداداد
- ساقی زینتی در نقش زن علی جان
- آزیتا رضائی در نقش مهتاب
- پریسا طالبی
- ترانه سلیمی
- حسین توشه در نقش شاپور
- عباس امیری مقدم در نقش مشکات
- عباس بحری
- لیلا رزاقی
- وحیدرضا فارسی در نقش شاهرخ
- شراره سلیم بیات در نقش زهرا
- علیرضا عیسی پور در نقش سیدعلی
- مهرداد فیاض در نقش اسد
- مهیار مجیب در نقش مسعود
- مرضیه حسین پورگوهری[۲] در نقش زن اسد
- وحید محبوب بشری در نقش علی جان

## عوامل تولید
- کارگردان: محمدرضا معینی
- نویسنده: بهزاد عشقی
- تهیه‌کننده: محمدرضا معینی - بهزاد عشقی
- مدیر تصویربرداری: مهدی پژمان
- موسیقی: شهاب آزادی وطن
- ترانه‌سرا: عبدالرضا رضایی نیا
- خواننده: علی حق ره
- تار و سه تار: توماج مصفا
- فلوت: رضا فکوری
- همخوان: آپامه آذرپیرا
- سینتی سایزر: شهاب آزادی وطن
- دستیار صدا: مصطفی کاظمی
- برقکار: رضا صوفی
- رایانه: سجاد حسینی نسب
- خوشنویس: علی روستا
- دستیار صحنه: عباد توکلی
- صدابردار صحنه: غلامرضا کاظمی
- گریم: علی کاظمی - فروهه انصاری
- طراح صحنه و لباس و تدوین و صداگذاری: محمدرضا معینی
- برنامه‌ریز و دستیار اول کارگردان: پیمان حقانی
- منشی صحنه: آزیتا رضایی
- صدای گوینده مستند: فرشته ربیعی
- دستیاران نور و تصویر: مازیار بهروز - مازیار دارایی
- حمل و نقل: ابراهیم معصوم‌نژاد - امیر خواستار
- مدیر تولید: مختار گلعلی زاده
- دستیار تولید: حسین زحمتکش